# Келад и Крескент
Келад (Celadus) и Крескент (Crescens) — гладиаторы в городе Помпеи, сведения о которых ограничиваются надписями на стенах школы гладиаторов.
Надписи могли быть отставлены непосредственно ими, в качестве похвалы самим себе, либо их коллегами по гладиаторской школе, хорошо осведомлёнными об их личной жизни.
Келад — фракиец, в надписях на стене именуется «предметом девичьих воздыханий» и «красой девиц».
Келад — имя, по-видимому, греческого происхождения.

Suspirium puellarum Celadus thraex— C.I.L. IV, 4397; in the barracks of the gladiators
В переводе на русский: «Келад фракиец заставляет девиц стонать»
Крескент — ретиарий, именуется «господином ночных девиц» и «запоздалым их врачевателем».
«Crescens» — типичное рабское имя латинского происхождения.

«Cresces reti (arius) puparum noctumarum»
Перевод: «Кресцент ретиарий в ночи ловит в сеть девушек»
По-видимому, Келад и Крескент состояли в дружеских отношениях и сошлись на почве общих интересов, то есть обильной любви к девушкам. Вряд ли они могли когда-нибудь встретится на арене, так как фракийцы и ретиарии не выставлялись друг против друга.
Келад и Крескент — одни из тех примеров, подтверждающие тот факт, что гладиаторы в Древнем Риме пользовались успехом у женщин.
Надпись «Suspirium puellarum Celadus thraex» стала хрестоматийным примером в истории граффити.